# Rollperson
Rollperson är i rollspels- och lajvsammanhang den roll som en spelare tar sig an att spela inom ramarna för en fiktiv värld. Rollpersonen skall på något sätt skilja sig från spelarens riktiga persona.
Inom film och teater, men även vissa svenska rollspel, kallas rollperson för rollfigur.
En rollperson besitter i de flesta rollspel grundegenskaper och färdigheter, som är de olika spelmekaniska värden som används för att mäta hur skicklig eller kunnig en rollperson är. Allt eftersom spelet fortskrider har spelaren i de flesta rollspel möjlighet att utöka rollpersonens kunskaper, inflytande och status i spelvärlden. 